# 江鱈
江鳕（学名：Lota lota）为鳕科江鳕属的鱼类，俗稱山鯰魚或花鯰魚。

## 特徵
本魚體延長，圓錐狀。頭平扁。眼小，口前位，上頷較下頷長。上下頷和鋤骨均具絨毛狀齒，腭骨無齒。有頦鬚。背鰭兩個，第一背鰭短小；第二背鰭和臀鰭均延長，與尾鰭不相連；腹鰭喉位。體被埋於皮膚下的小圓鱗。體背及體側為黃褐色或灰褐色，腹面灰白，體側另有不規則的白色雲斑。體長可達到152公分。

## 分布
本魚分布於北緯38度以北的河、湖等水域。分布于北半球北部北温带及亚寒带，包括北美、欧洲、俄罗斯以及中国境内的乌苏里江、松花江、牡丹江、嫩江、额尔古纳河、海拉尔河、呼伦湖等流域，是典型的冷水性淡水鱼，其生存的海拔范围约为-230至-1米。该物种的模式产地在欧洲。

## 生態

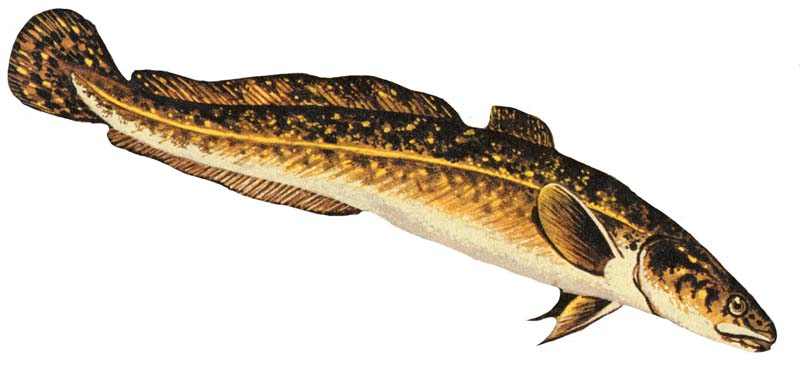
江鱈

為鱈形目中唯一生活在淡水中的種類。常棲息在水質清側，底質以沙礫為主的水底。以小魚、甲殼類和兩棲類动物為主食。

## 經濟利用
本魚肝臟肥大，含脂量高，可作美味佳肴，又可製成魚肝油，經濟價值高。